# Colatina
Colatina é um município brasileiro no interior do estado do Espírito Santo, na Região Sudeste do país. Segundo o censo de 2022, sua população era de 119 992 habitantes, sendo assim o nono município mais populoso do estado. É uma das principais cidades do interior capixaba e sua influência abrange também municípios do leste mineiro.
Como resultado de sua economia diversificada, com bom equilíbrio entre os três setores produtivos - primário, secundário e terciário, bem como a presença de um parque educacional considerável e satisfatórios serviços na atenção básica e avançada à saúde, o município posiciona-se em 5.º no ranking dos maiores IDH's do Espírito Santo, apresentando índice correspondente a 0,746, sendo este considerado alto para o Programa das Nações Unidas para o Desenvolvimento (PNUD). Entre os 5.565 municípios brasileiros, Colatina ocupa a 628.ª no que tange ao mesmo item.
A evolução de sua mancha urbana deu-se, inicialmente, a partir da margem sul do Rio Doce. Nos dias atuais nota-se equilíbrio entre ambas as partes. Estas são ligadas por meio de duas pontes. Colatina é carinhosamente conhecida como Princesa do Norte, em virtude do papel de destaque que ocupou na economia capixaba nos idos dos anos 50 e 60.
Em 2020, possuía um Produto Interno Bruto estimado em 3 819 219 reais, sendo o 290.º município de maior PIB do país.

## História
Toda a área do norte do Espírito Santo era dominada por várias tribos indígenas que foram apelidadas pelos colonizadores de Botocudos, em razão do uso do botoque no lábio inferior ou nos lóbulos da orelhas. Os Botocudos viviam em conflito com outras tribos como Pataxós, Cumanachos, Malalis, entre outros. Além dos conflitos armados, a região do vale do Rio Doce foi tardiamente colonizada, pois temia-se que invasores pudessem utilizar o rio para chegar até Minas Gerais e ameaçar as riquezas do período da Mineração. Toda essa região fazia parte do município de Reis Magos, atual município da Serra, mas no início do século XIX várias iniciativas de colonização foram sendo incentivadas. Linhares foi um dos primeiros povoados nesse período.
Em 1833, Linhares alcançava a categoria de Vila, época quando o trecho entre o Rio Guandu e Regência começou a ser loteado, pois a navegação do rio por Barcos a vapor passou  a ser muito utilizada, e o comércio foi se instalando na região.
Em 1876, italianos, alemães, suíços, poloneses e também brasileiros, foram se instalando em lotes em Santa Teresa, rumo ao Rio Doce, formando propriedades agrícolas. Em 1888, já era elevada à Vila, a antiga sede do Núcleo Colonial "Senador Antonio Prado", passando esta para as margens do rio Santa Maria do Rio Doce, logo abaixo da barra do rio Mutum. Estava nascendo o povoado de Mutum, hoje Boapaba. O novo Núcleo "Antonio Prado" já estava com seus lotes demarcados pelo engenheiro Gabriel Emílio da Costa, então chefe da Comissão de Colonização.
Dos diversos povoados que formavam o Núcleo "Antonio Prado", um ficou mais conhecido, o "Barracão de Santa Maria" devido a facilidades de comunicação fluvial com outros povoados, de Baixo Guandu a Linhares e Regência.
Em 1890, depois da chegada de várias levas de imigrantes italianos, foi instalado um "barracão" para o Governo, no bairro hoje conhecido como Colatina Velha, localizado atrás da igreja de São Sebastião. Em 1892, começaram a ser construídas as primeiras casas da cidade de Colatina.
O Barracão do Rio Santa Maria do Doce, em Colatina Velha, cresceu e se tornou um povoado, levantado pelos imigrantes liderados pelo engenheiro Gabriel Emílio da Costa. O distrito de Baunilha começou quase que na mesma época do Barracão de Santa Maria, principalmente após a implantação, em 1906, da Estrada de Ferro Vitória a Minas.
Em 9 de dezembro de 1899, o povoado de Colatina Velha recebe o nome de Vila de Colatina, subordinado ao município de Linhares, em homenagem à dona Colatina, esposa do então presidente do Estado, Muniz Freire. Retratando a diversidade étnica presente no Espírito Santo, a região de Colatina tem população multifacetada, predominantemente descendentes de africanos e indígenas de diversas etnias e de europeus italianos, alemães e portugueses.
A ocupação das áreas onde hoje situam-se o município de Colatina tem relação com a lógica da reprodução da expansão da lavoura cafeeira para as terras de rarefeita ocupação vizinhas ou ao norte do Rio Doce. Colaboraram também em tal processo a pouco disponibilidade de terras agricultáveis na região Centro-serrana do Espírito Santo, que privava muitas famílias da tradição da herança. Isso tornou imperioso a posse de novas terras.
Tal movimento foi potencializado pela primeira estação da Estrada de Ferro Diamantina, hoje conhecida como Estrada de Ferro Vitória a Minas em Colatina e com a comunicação direta com Vitória efetivada, em virtude da construção da primeira ponte sobre o Rio Doce em solo capixaba, inaugurada em 1928. O eixo logístico formado pela conjugação da ponte com a EFVM determinou uma centralidade no que tange ao norte do Espírito Santo e áreas dos estados vizinhos (leste de MG e sul da Bahia) que até nos dias atuais, rendem à Colatina, a liderança em oferta de serviços de educação, saúde e comércio varejista.
A crescente vida econômica de Colatina abalou Linhares, tanto administrativa, quanto politicamente. Todo o comércio de grande parte de Minas Gerais e do Espírito Santo, que era feito em Linhares, passou a ser feito em Colatina.
Então surge um movimento em favor de Colatina, liderado pelo Coronel Alexandre Calmon, "o Professor Xandoca", que fez com que Colatina passasse a ser a sede do município, transportando todos os arquivos para Colatina. Em 1907, Colatina torna-se, legalmente, a sede do município, que anteriormente era Linhares. Colatina continuava como Vila, com a Câmara Municipal de Linhares e a sede da Comarca com todo o aparelhamento judiciário.
Linhares continuava a ser a sede do município e da Comarca, apenas nominalmente. Toda a sua administração concentrava-se em Colatina. Com a Revolta do Professor Xandoca, parentes dele passaram a morar em Colatina, exercendo liderança política, como Virgínio Calmon Ferreira Fernandes, que foi o primeiro prefeito do município, em 1921, Xenócrates Calmon de Aguiar e Augusto Pedrinha Du Pin Calmon, pai do ex-senador colatinense João de Medeiros Calmon.
A 30 de dezembro de 1921, foi criado o município de Colatina, separado de Linhares, com território que compreendia toda a área então pertencente ao município de Linhares, inicialmente compreendendo as terras dos atuais municípios de Alto Rio Novo, Baixo Guandu, Governador Lindenberg, Linhares, Marilândia, Pancas, São Domingos do Norte e São Gabriel da Palha. Linhares acabava de perder sua categoria de sede municipal, passando a ser Vila subordinada a Colatina. Só em 1945, Linhares foi desmembrado de Colatina.
O nome do município é uma homenagem a Colatina Soares de Azevedo, neta materna de Joaquim Celestino de Abreu Soares, barão de Paranapanema, e esposa de José de Melo Carvalho Muniz Freire, presidente do Espírito Santo de 1892 a 1896 e de 1900 a 1904.
Em meados do século XX, assentado nos êxitos da lavoura cafeeira, junto ao Rio Doce e atravessado pela Estrada de Ferro Vitória a Minas (EFVM), Itapina teve notório crescimento econômico e populacional, chegando a rivalizar com a sede do município. Possuía agências bancárias, cinema e um vigoroso comércio. Em virtude da crise da economia cafeeira (décadas de 1960 e 70), com a política de erradicação dos cafezais, Itapina decaiu.

## Geografia

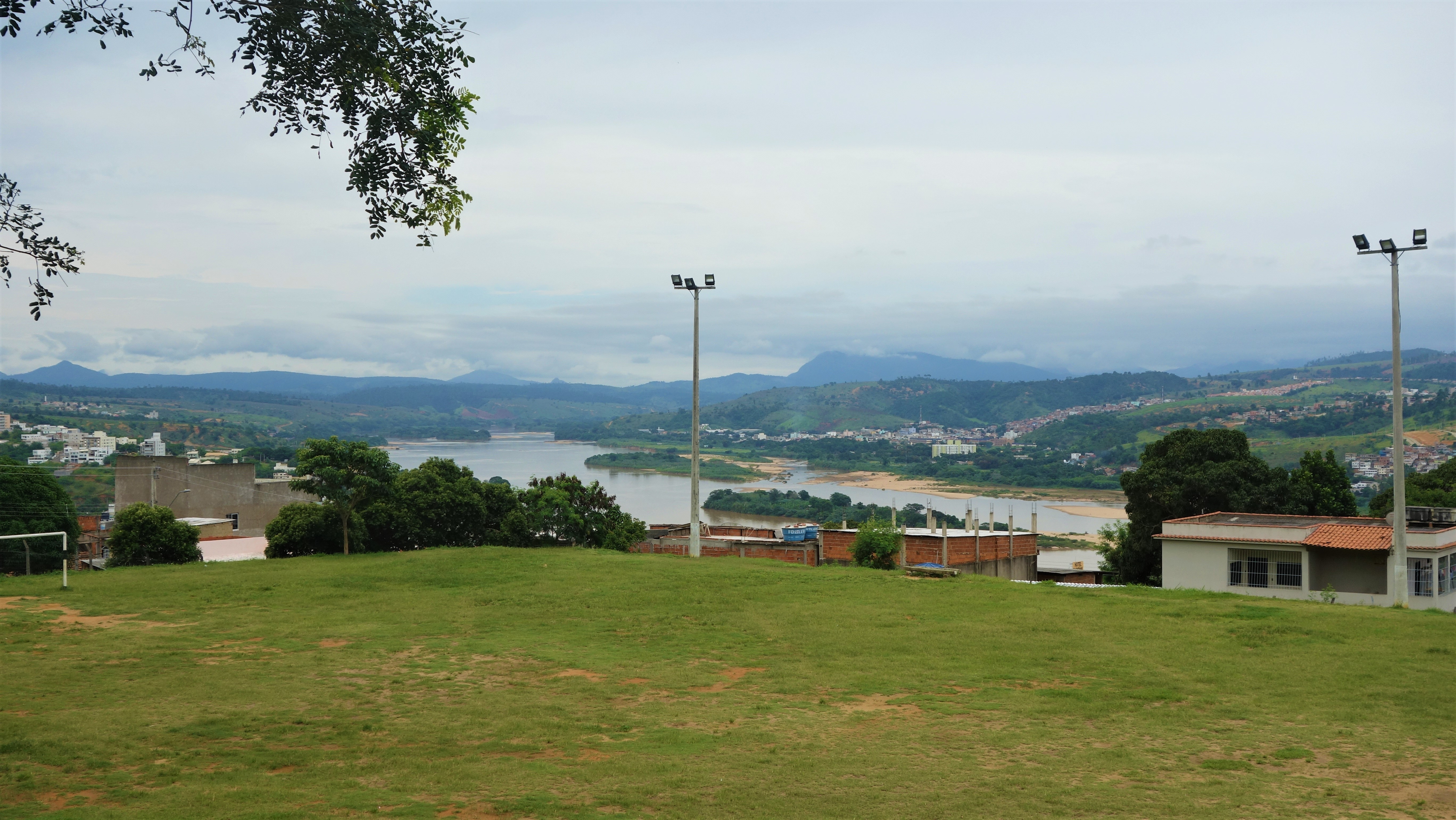
A cidade cortada pelo rio Doce

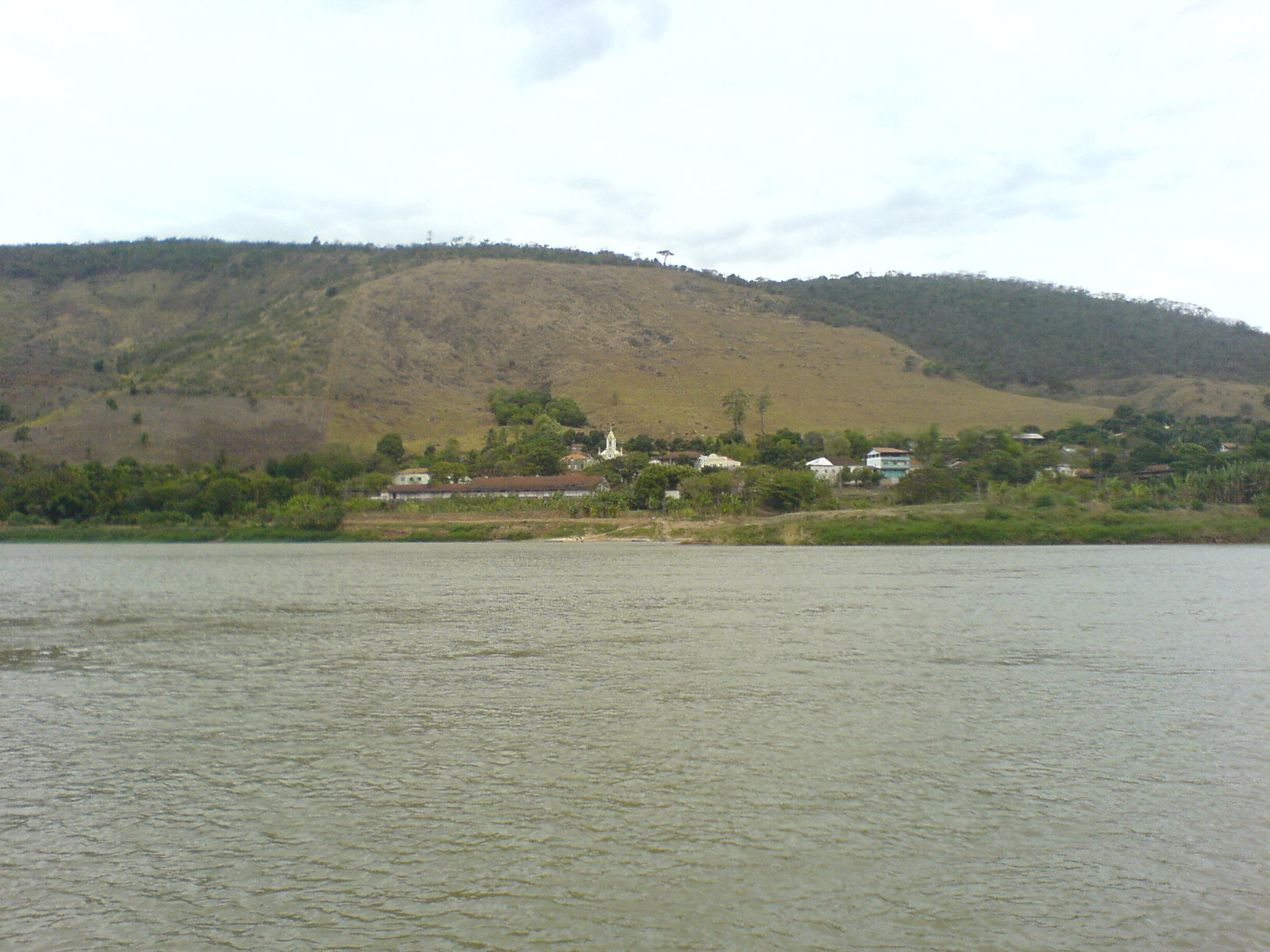
Distrito de Itapina

De acordo com a divisão regional vigente desde 2017, instituída pelo IBGE, o município pertence às Regiões Geográficas Intermediária e Imediata de Colatina. Até então, com a vigência das divisões em microrregiões e mesorregiões, fazia parte da microrregião de Colatina, que por sua vez estava incluída na mesorregião do Noroeste Espírito-Santense.
Possui seis distritos: Ângelo Frechiani, Baunilha, Boapaba, Graça Aranha, Itapina e a sede.
Hidrografia
O Rio Doce, maior do estado, corta o município. Os principais afluentes do Rio Doce que têm sua foz localizada em Colatina são os rios Santa Joana, Santa Maria do Doce e Laje pela margem direita e o Rio Pancas pela margem esquerda.
Relevo
Apresenta uma configuração irregular, suavemente ondulado. Poucas cotas altimétricas superam os 600 m de altitude. Destacam-se por todo o município muitos afloramentos rochosos, graníticos, constituindo-se alguns como áreas de extração desta rocha ornamental.
Clima
O clima é tropical seco com cerca de 900mm de precipitação anual e grande amplitude térmica anual e diária. A máxima média no mês mais quente é de 33 °C, sendo uma das maiores do Espírito Santo, porém a mínima média no inverno, chega a 14 °C, em altitudes de 70m.
Segundo dados da Companhia de Pesquisa de Recursos Minerais (CPRM), desde 1969 o maior acumulado de chuva registrado em 24 horas em Colatina foi de 169,5 mm no dia 30 de outubro de 2009. Outros grandes acumulados foram de 135,4 mm em 20 de dezembro de 2013, 132 mm em 14 de novembro de 1991 e 131,4 mm em 15 de janeiro de 1980.
| Mês                   | Jan | Fev | Mar | Abr | Mai | Jun | Jul | Ago | Set | Out | Nov | Dez | Ano |
| --------------------- | --- | --- | --- | --- | --- | --- | --- | --- | --- | --- | --- | --- | --- |
| Temperatura máxima °C | 33  | 33  | 32  | 31  | 30  | 29  | 29  | 29  | 29  | 30  | 30  | 32  | 30  |
| Temperatura mínima °C | 22  | 22  | 23  | 20  | 19  | 16  | 15  | 14  | 17  | 18  | 19  | 20  | 18  |
| Chuvas mm             | 110 | 81  | 105 | 66  | 60  | 33  | 11  | 14  | 60  | 111 | 121 | 123 | 895 |

## Ordenamento territorial

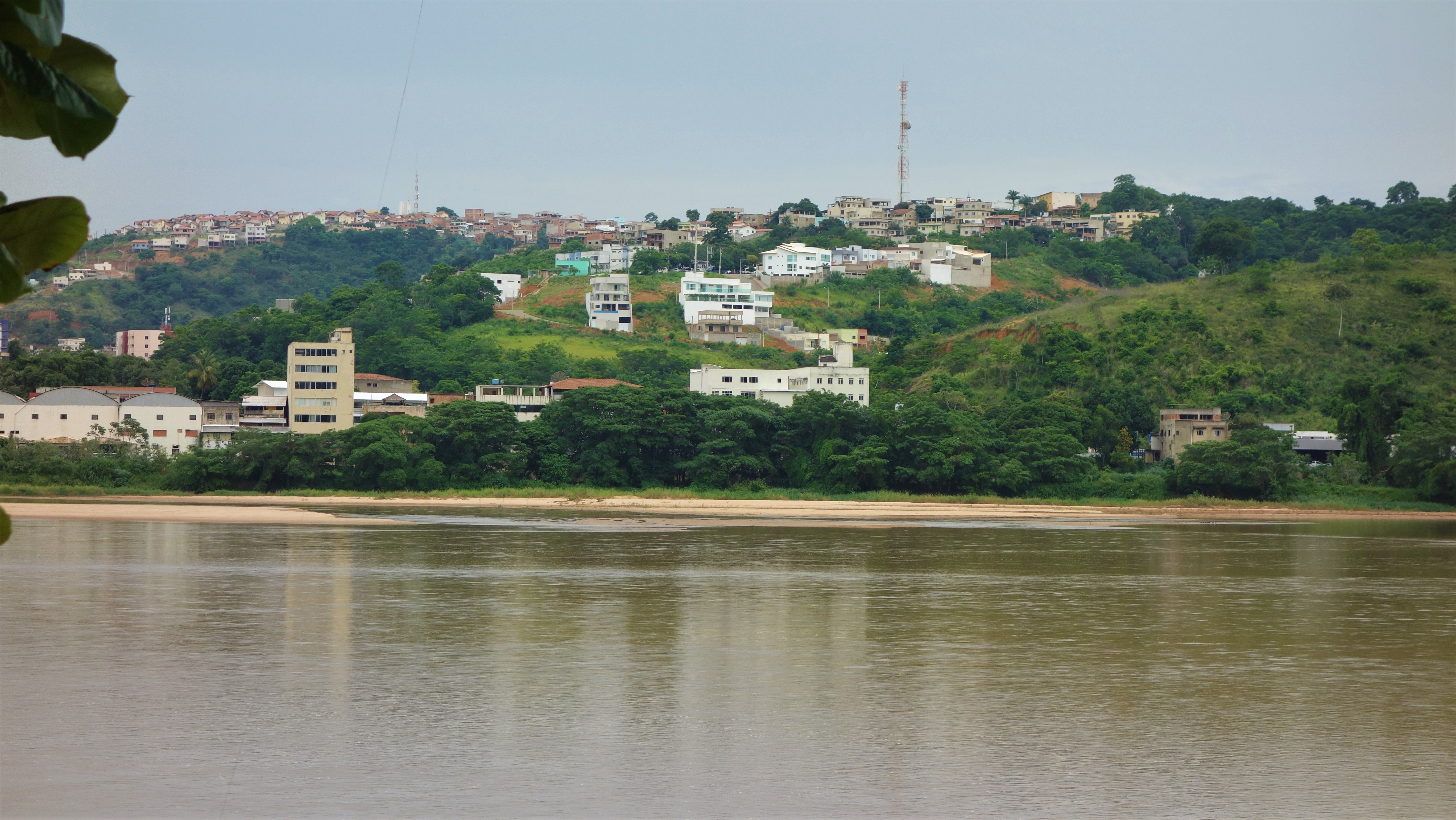
A cidade na margem do rio Doce

A cidade possui um bairro denominado Centro, situado na margem sul do Rio Doce, onde estão concentrados a maior parte da oferta de comércio e serviços. Bairros Esplanada e Vila Nova possuem caracterísitca similiar ao Centro, porém com grande concrentração de estabelecimentos da área médica (hospitais e clínicas).
O bairro Colatina Velha, a leste do Centro, possui como principal caracterísitca a chamada Avenida Nova, um espaço livre de uso público de grande extensão (cerca de 55mil m²). Neste espaço está contido uma área de eventos onde são realizados os eventos de grande vulto, como shows musicais, parques-de-diversão, circos e outros eventos.
Ao norte do Rio Doce, estão principalmente os bairros São Silvano, Honório Fraga e Maria das Graças. A maior parte da população reside nesta margem do rio.
A Ponte Florentino Avidos, conhecido também como 1ª Ponte, liga o bairro Centro à margem norte, sendo a principal via de acesso ao Centro. Como o fluxo de veículos é elevado em horários de pico, há ocorrência cotidiana de engarrafamentos sobre a ponte. Além desta, a chamada 2ª Ponte faz a ligação entre as margens do Rio Doce, estando a jusante da ponte mais antiga.

## Economia

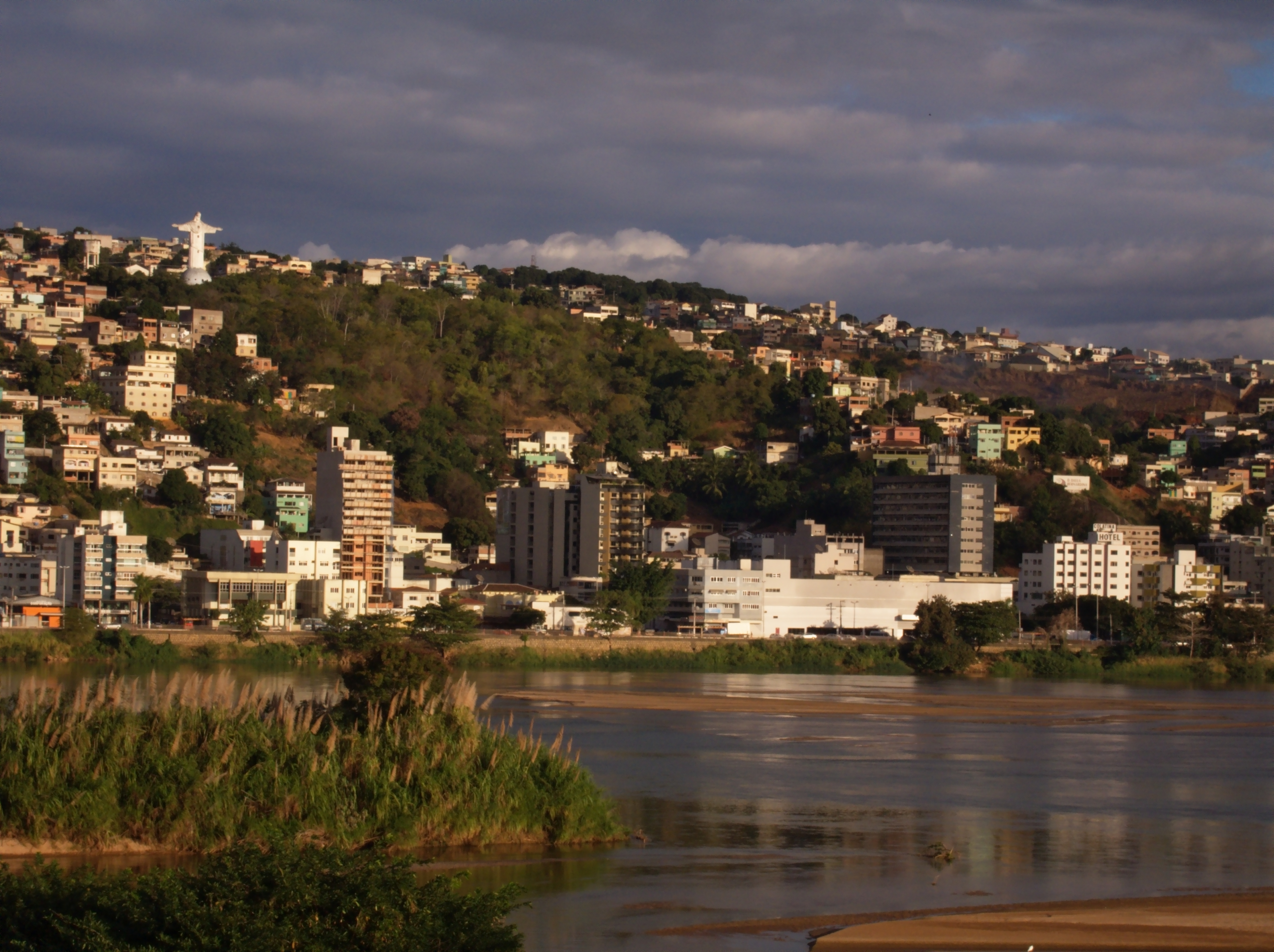
Aspecto da cidade

A economia de Colatina baseava-se num primeiro momento na exploração predatória de madeiras nobres da Mata Atlântica, como o jacarandá e a peroba. Os espaços resultantes foram preenchidos com uma agricultura baseada na monocultura do café arábica e a pecuária de corte.
Nos anos 60, o café arábica foi substituído pelo tipo "robusta" (café conillon), mais adaptado as condições climáticas locais. No período compreendido entre o final da década de 1950 e início da de 1970, a região foi a principal produtora mundial deste tipo de café, que é usado no "blend" dos cafés produzidos comercialmente.
Na época, Colatina era então o município mais extenso do Espírito Santo, bem como mais populoso, com 156.495 habitantes em 1957. Mais de 30 linhas de ônibus já ligavam a sede municipal aos distritos mais distantes, a outros municípios e à Capital do estado. Àquela época, Colatina, juntamente com outros quatro municípios, classificou-se como  município de maior progresso no Brasil, num concurso promovido pelo Instituto Brasileiro de Administração Municipal e a revista "O Cruzeiro".
O café ainda é importante, com destaque também para a indústria - como é o caso do Café Meridiano, mas seu papel de protagonista na economia local foi substituído ainda nos anos 70 pela indústria de confecções e outros projetos industriais, sendo que a indústria de confecções tornou-se um importante vetor de desenvolvimento, existindo na região muitas fábricas, inclusive com parte da produção voltada para o mercado externo.

### Indústria
Sobre o aspecto industrial, conforme dados da Federação das Indústrias do estado do Espírito Santo (Findes) o parque apresentava, no final da década de 1980, cerca de 337 empresas, com um total de sete mil empregados. As micro e pequenas empresas chegam a 6% do total das indústrias. As empresas de confecção medem o percentual de 36,8%, artefatos de madeira 21,6% e construção civil 10%. O ramo de confecções abocanha uma significativa parcela do mercado. Chega a quase 200 empresas, empregando aproximadamente 5 mil pessoas. O consumo de matéria-prima organiza uma produção de 700 mil peças mensalmente (8,5 milhões ao ano) gerando um faturamento médio de 100 milhões de dólares. O consumo de matéria-prima gasta 700 mil metros de tecido. Emendados, dariam um imenso tapete da mesma dimensão com pouco menos de dois metros de largura.
Os salários médios dos empregados atingem o patamar de 125 dólares. As maiores fábricas são a Cherne, Guermar, Uniroupas, PW Brasil, UOT, etc... O destaque maior da confecção colatinense é a marca, famosa nacionalmente, conhecida como Lei Básica. As dez maiores absorvem 50% da mão de obra. A origem das indústrias de confecção datam da década de 1960. Havia necessidade de suprir a demanda de roupas para trabalhadores na colheita. Surgiram então os primeiros fabricantes. São as confecções Otto e Valdemar Marino. Antes da erradicação do café, eles já trabalhavam no ramo de confecções. Por dedução, as primeiras unidades produtivas surgiram antes de 1967. Atualmente, cobrem grifes de renome internacional (Yes Brasil, Vide Bula, Ellus e Dijon). O setor industrial está em amplo crescimento, com novas grandes empresas se instalando como a Tecnovidro, Bertolini, uma indústria de medicamentos, entre outras.
O setor industrial responde pela maior parte do ICMS recolhido na cidade e contribui para a diversificação da economia colatinense. Os ramos industriais mais significativos são os setores moveleiro, metalúrgico, alimentar e de confecções. E no setor de confecções encontra-se sua grande expressão industrial, que respondem por mais de 40% da mão-de-obra empregada. O setor de confecções mantém um Centro de Pesquisa da Moda para dar apoio e informações aos associados. O Pólo de Confecções de
Colatina opera com uma filosofia bastante definida: qualidade máxima em todo o processo de produção da aquisição da matéria-prima ao produto final. Este processo de melhoria contínua da qualidade tem sido responsável pela crescente aceitação das confecções de Colatina, bem como da competitividade que o setor apresenta no mercado nacional.

### Serviços
O município conta com emissoras de rádio: Litoral FM Noroeste 95.3, 97 FM Colatina 97.3, Difusora Colatina 104.3, a Massa FM Colatina 106.7 (quatro emissoras FM) e a Antena 1 (90.9) , duas emissoras de televisão, sendo uma educativa (TV Sim/TV Cultura canal 16.1 digital) e outra comercial (TV Gazeta Noroeste/Rede Globo canal 9.1 digital), serviço de telefonia fixa e móvel, bem como restaurantes, hotéis, e hospitais, além de batalhões de polícia militar e uma guarnição do Corpo de Bombeiros. A rede comercial é a mais ativa do noroeste do estado do Espírito Santo, oferecendo variedade de produtos.
Assentada às margens do Rio Doce, Colatina tornou-se município chave de todo o sistema de transporte ferroviário e rodoviário da região noroeste do ES, como traço de união entre o promissor noroeste do estado e Vitória, a dinâmica capital do Espírito Santo.
Tudo isto, propiciou intensa atividade comercial que elevou Colatina à categoria de polo regional de distribuição de mercadorias com área de influência num raio de 200 quilômetros.
Exportadores de café, atacadistas e as lojas de pronta-entrega dinamizam o comércio local que atende aos municípios do norte-noroeste capixaba, leste de Minas Gerais e sul da Bahia, representando um universo de mais de 400 mil consumidores.
Diariamente, através da ponte do Rio Doce, passam centenas de pessoas, que, tendo deixado suas cidades de origem, aportam em Colatina, atraídas pelos preços competitivos, variada oferta de produtos e opções dos supermercados e comércio lojista.

### Transporte

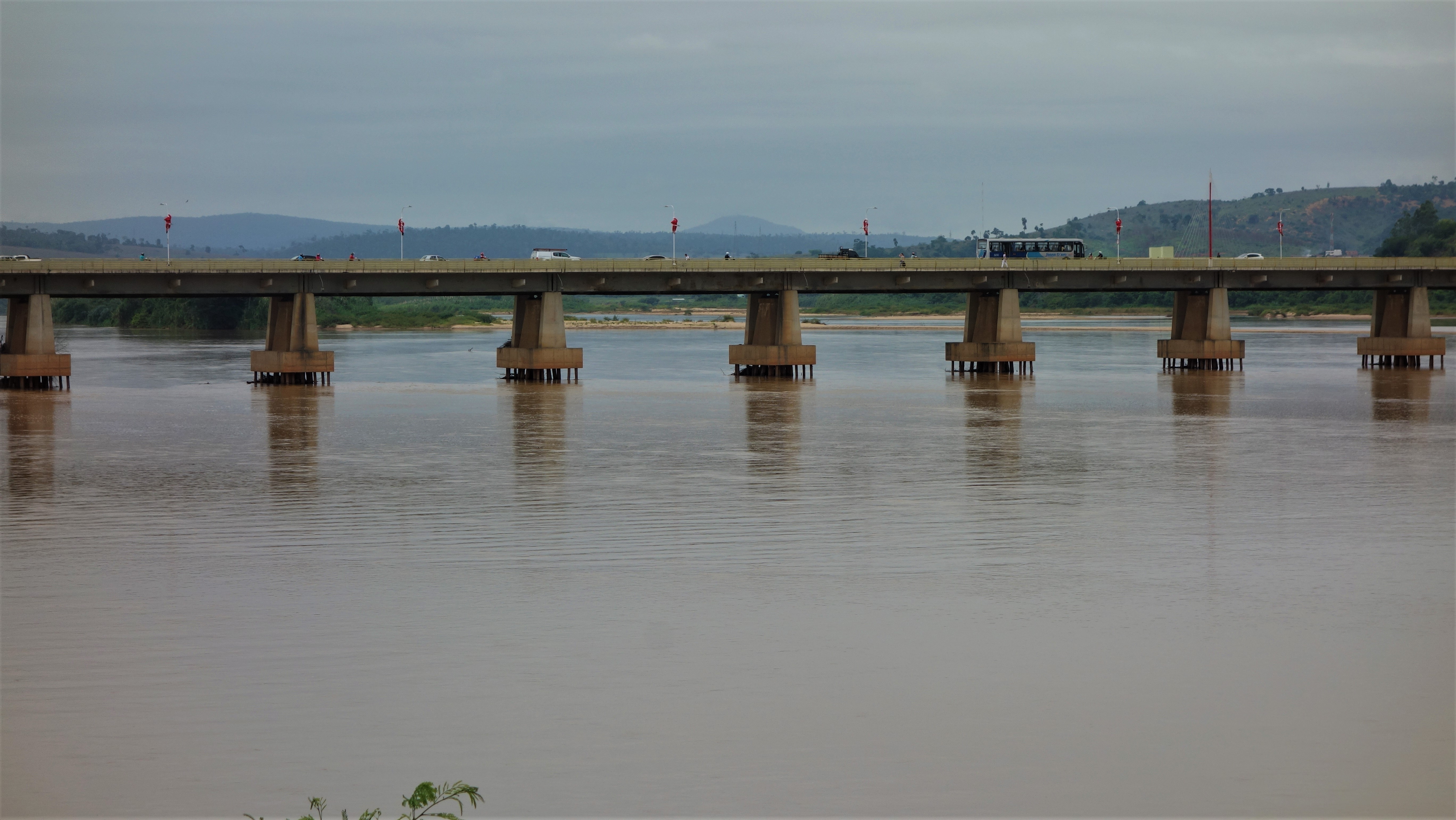
Ponte Florentino Avidos sobre o rio Doce

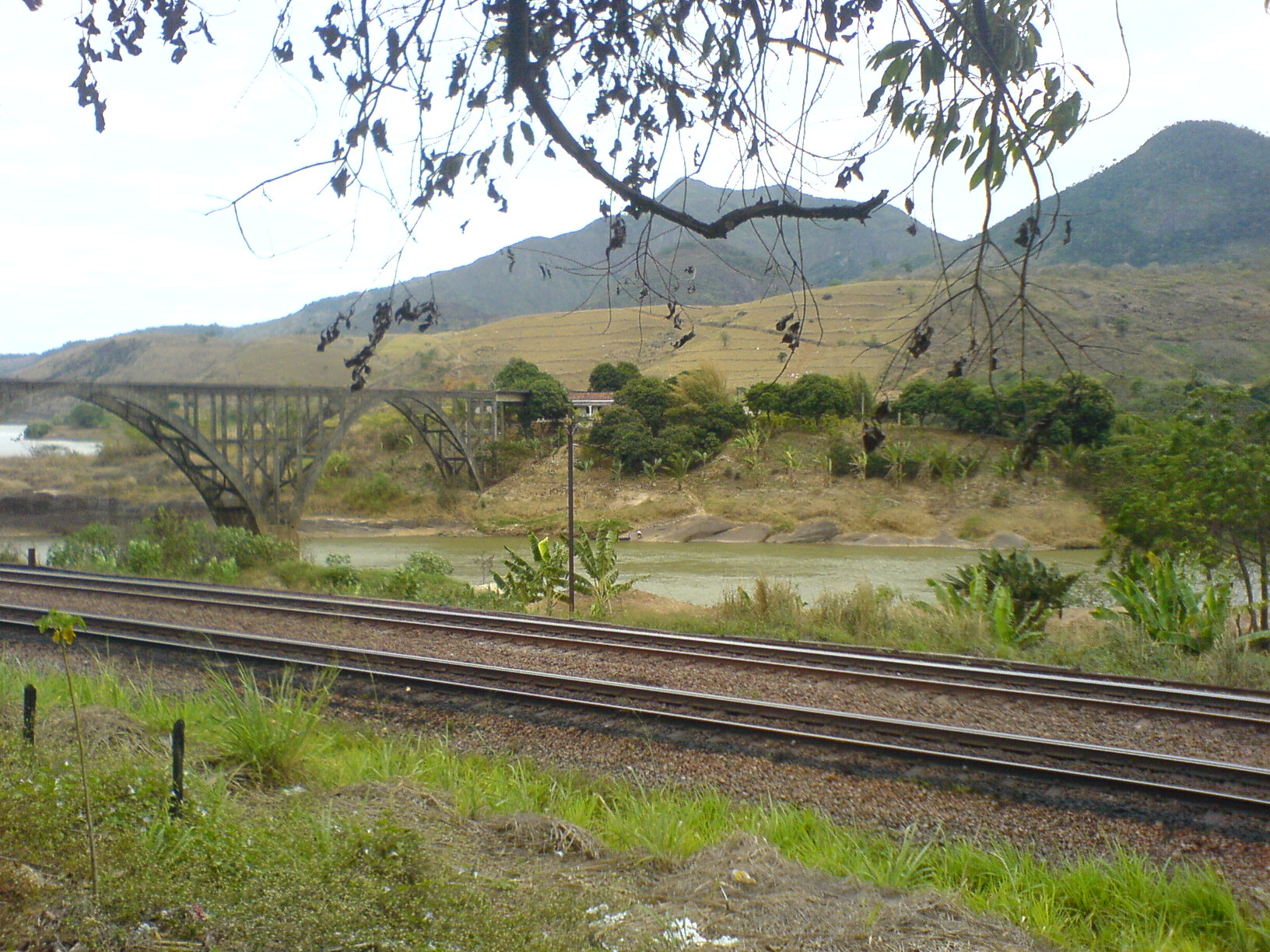
Estrada de Ferro Vitória a Minas na margem do rio Doce em Itapina. À esquerda da imagem, a ponte inacabada da localidade.

Colatina é cortada pela BR 259, ligando à cidades do Leste de Minas e a BR 101, e pela ES 080, que liga as cidades do Noroeste e Serrana do Espírito Santo. Além da recém-inaugurada ES 248, que liga Colatina à Linhares, passando por belas lagoas e margeada pelo Rio Doce. Colatina também é cortada pela Estrada de Ferro Vitória a Minas (EFVM), operada pela mineradora Vale às margens do Rio Doce, por onde trafegam trens de cargas e de passageiros diários, vindos de Minas e seguindo rumo ao litoral capixaba.
Ferroviário
Colatina é atendida pela Estrada de Ferro Vitória a Minas (EFVM), administrada pela Vale. A Estação de Colatina, situada no bairro do Acampamento, próximo ao Centro da cidade e a Estação de Itapina, localizada no distrito de Itapina, possibilitam o transporte diário de passageiros por meio das composições que circulam entre as regiões metropolitanas de Vitória e de Belo Horizonte, cortando várias cidades da região do Vale do Rio Doce, além de outros municípios do noroeste capixaba. Dentre as alternativas de transporte coletivo regulares, a EFVM possui grande importância para os moradores da região e se destaca por ser uma via de viagem mais barata e segura possível para várias cidades que contam com estações.
O transporte ferroviário em Colatina se faz presente desde os seus primórdios, com a inauguração das primeiras estações da localidade: Baunilha, no distrito homônimo, em 30 de agosto de 1906 e Colatina, na região central do município, em 28 de outubro do mesmo ano.  O município também ganharia outras estações ao longo dos anos como a de Itapina, no distrito de Itapina, em 20 de outubro de 1919 e a de Santa Joana, no distrito de Santa Joana, na zona rural da cidade, em 1 de fevereiro de 1922.
Nos anos 1940, uma alteração do traçado da ferrovia, devido a uma retificação desta, levaria a desativação das estações Baunilha e Colatina. Por volta da mesma ocasião, uma segunda estação ferroviária foi construída no bairro Esplanada, sendo inaugurada em 1949  e coincidindo com a demolição da primeira estação de 1906, onde atualmente está localizada a Praça Municipal.  A segunda estação de Colatina, ao longo dos anos, também receberia obras de ampliação. Com a retificação da ferrovia, o desvio que se seguia ao distrito de Baunilha acabou suprimido, resultando na desativação de sua estação ferroviária, que ficaria fechada por alguns anos. Desde 1954, o prédio da antiga Estação Baunilha abriga uma lanchonete em seu interior. Anos depois, o seu antigo leito ferroviário daria lugar a um trecho da BR 259.
Nos anos 1970, o município de Colatina apresentava um grande desenvolvimento urbano. Porém, devido a isto, começavam a surgir os primeiros transtornos envolvendo a ferrovia e o fluxo intenso de carros e pedestres, que dividiam o trânsito com os trens em uma mesma rua no Centro do município. Este fator fez com que a CVRD construísse uma variante fora do perímetro urbano, resultando na implementação de uma terceira estação ferroviária, na retirada dos trilhos da região central e na desativação da segunda estação de Colatina em 1975.  Atualmente, em seu prédio, abriga-se um terminal de ônibus urbanos e em seu antigo leito ferroviário, está situada a Praça do Sol Poente.
No mesmo ano de 1975, com a abertura ao tráfego da então nova variante duplicada, foi inaugurada a terceira e atual Estação Ferroviária de Colatina, no bairro Acampamento e distante à 2,5 km a oeste da área central da cidade, na margem direita ao sul do Rio Doce.
A Estação Ferroviária de Santa Joana, localizada no distrito homônimo, também seria desativada e consequentemente demolida ao longo dos anos, não sobrando vestígio algum. O local onde ela se situava, ainda se encontra às margens da ferrovia. Já a Estação Ferroviária de Itapina, no distrito de Itapina, se mantém ativa até os dias atuais.
Rodoviário
Colatina é atendida diariamente por dezenas de linhas interurbanas, possuindo o maior Terminal Rodoviário do Noroeste do Estado. É atendido pelas Viações Águia Branca; Pretti; São Gabriel; Itapemirim; Marilândia; Lírio dos Vales; São Roque; Eucatur; Gontijo; Rigamonte; possuindo viagens diárias para Vitória; Cidades das regiões Norte, Noroeste e Serrana do ES; Leste de Minas Gerais; Porto Velho (RO).
O transporte coletivo da cidade é realizado pelas empresas consorciadas Joana D'arc e São Roque, compondo o Consórcio Noroeste Capixaba, que atende toda a zona urbana do município.

### Agricultura
Em destaque fica o café conillon, também conhecido como robusta que se constitui na principal fonte de renda das propriedades de até cem hectares. A comercialização do produto no norte do estado, concentra se no município. Além do café, o município também possui lavouras de arroz, feijão, milho e mandioca. Essas não possuem expressão comercial, oriundas da rotação de culturas, são destinadas ao mercado interno e são um complemente de renda ao produtor.
Dentre as frutas de clima tropical, o cultivo de mamão apresenta destaque e tem a maior parte de sua produção comercializada no Rio de Janeiro. Quanto à olericultura, destacam-se o tomate, o pimentão, a berinjela e o jiló. A maior parte da produção, 70%, é encaminhada à CEASA (Centrais de Abastecimento do Espírito Santo S/A). O restante permanece no próprio município. A agropecuária também é bastante forte, com atenção ao frigorífico Frisa, que a cidade possui.

### Turismo

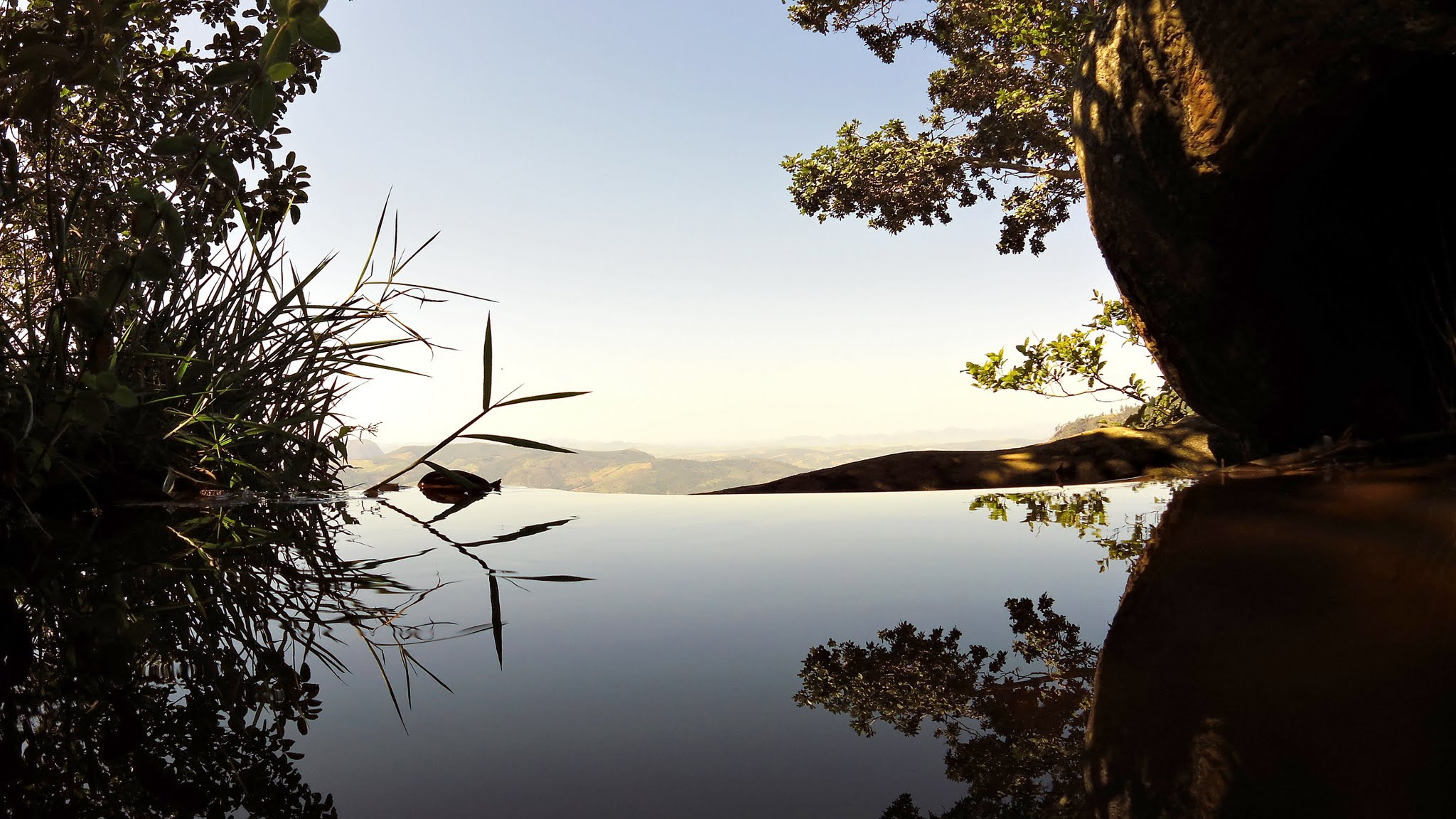
Espelho d'água no Mirante São Pedro Frio

Oferece um grande potencial para o ecoturismo, pois há no campo, belas paisagens e fazendas bem cuidadas. Destaque para São Pedro Frio, a 600 metros de altitude, a 40 quilômetros do Centro, que oferece clima de montanha aos visitantes. Vale a pena conhecer as lagoas do Limão, Pau Gigante, Coroa Verde, Barbados, Óleo, Patrão Mor. Além das cachoeiras do Oito, Onze, Vinte e Onça.
Toda tarde, quando o sol se aproxima do horizonte montanhoso, o céu e o leito do Rio Doce se mesclam de dourado e vermelho e compõem um pôr-do-sol magnífico, um verdadeiro espetáculo para os olhos. O famoso pôr-do-sol da cidade, que é conhecida como Princesa do Norte, representa o cartão-postal, junto com o monumento do Cristo Redentor, que tem 33 metros de altura, localizado na parte alta do município, no bairro Bela Vista. De diversos pontos é possível ver a estátua do Cristo, que a todos transmite uma maravilhosa sensação de paz.O por do sol de Colatina é o segundo mais belo do mundo.

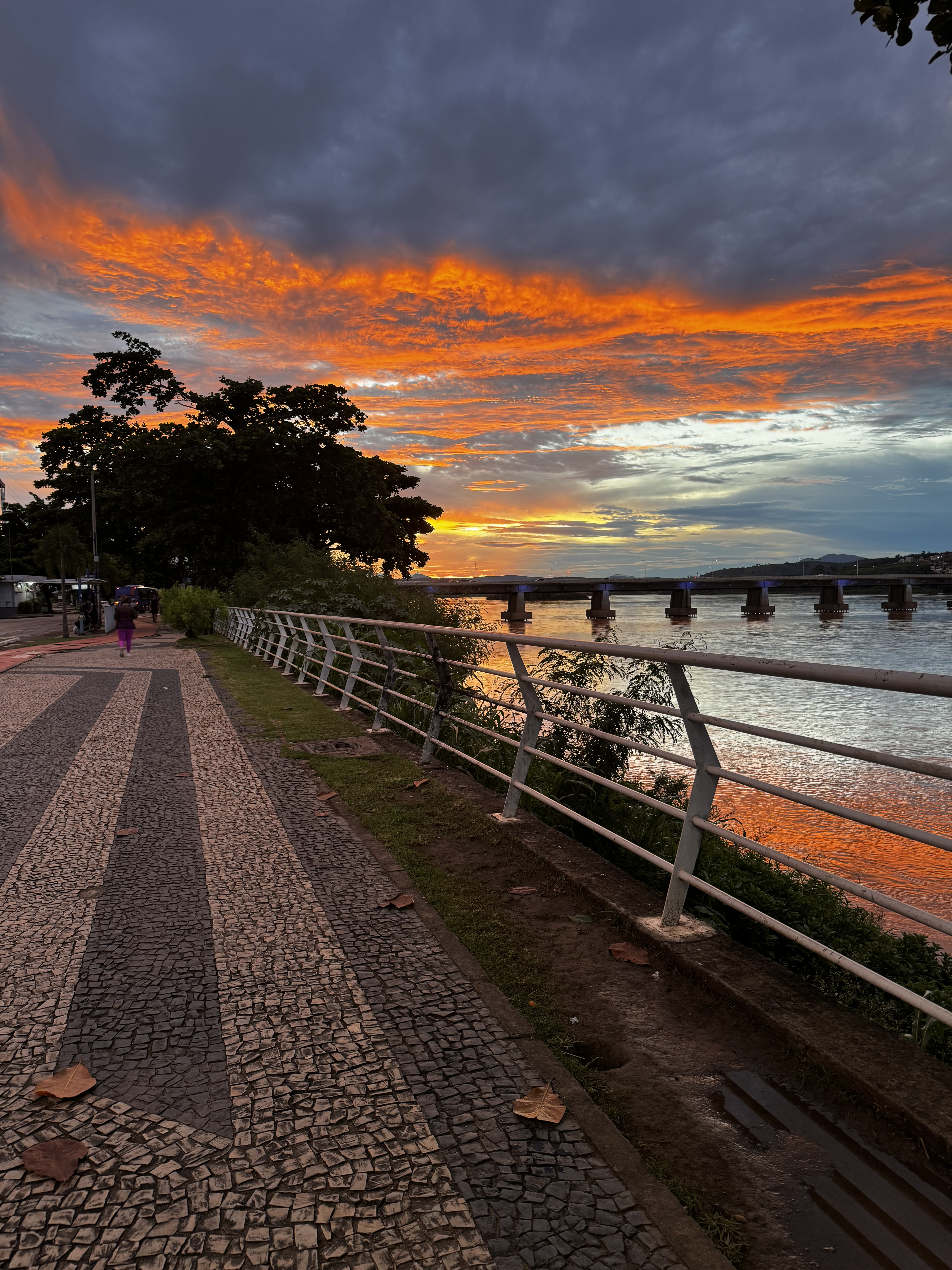
Pôr do sol em Colatina

As festas também acontecem durante o ano inteiro. No aniversário de emancipação do município, em agosto, a comemoração atende todos os gostos. Há eventos culturais e musicais dos mais variados. Durante o ano ocorrem os mais animados bailes, um deles, o do Cafona, que ocorre sempre no segundo sábado de maio, é conhecido não só no Espírito Santo, mas também em Minas Gerais, Rio de Janeiro, Bahia e Pará.
Alguns pontos turísticos da Princesinha do Norte:
1. Cachoeira do Oito
2. Cristo Redentor de Colatina
3. Avenida Beira-Rio
4. Praça do Sol Poente
5. Biblioteca Municipal
6. Distrito de Itapina
7. Comunidade São Pedro Frio
8. Cais Sol Poente
9. Mirante

## Educação

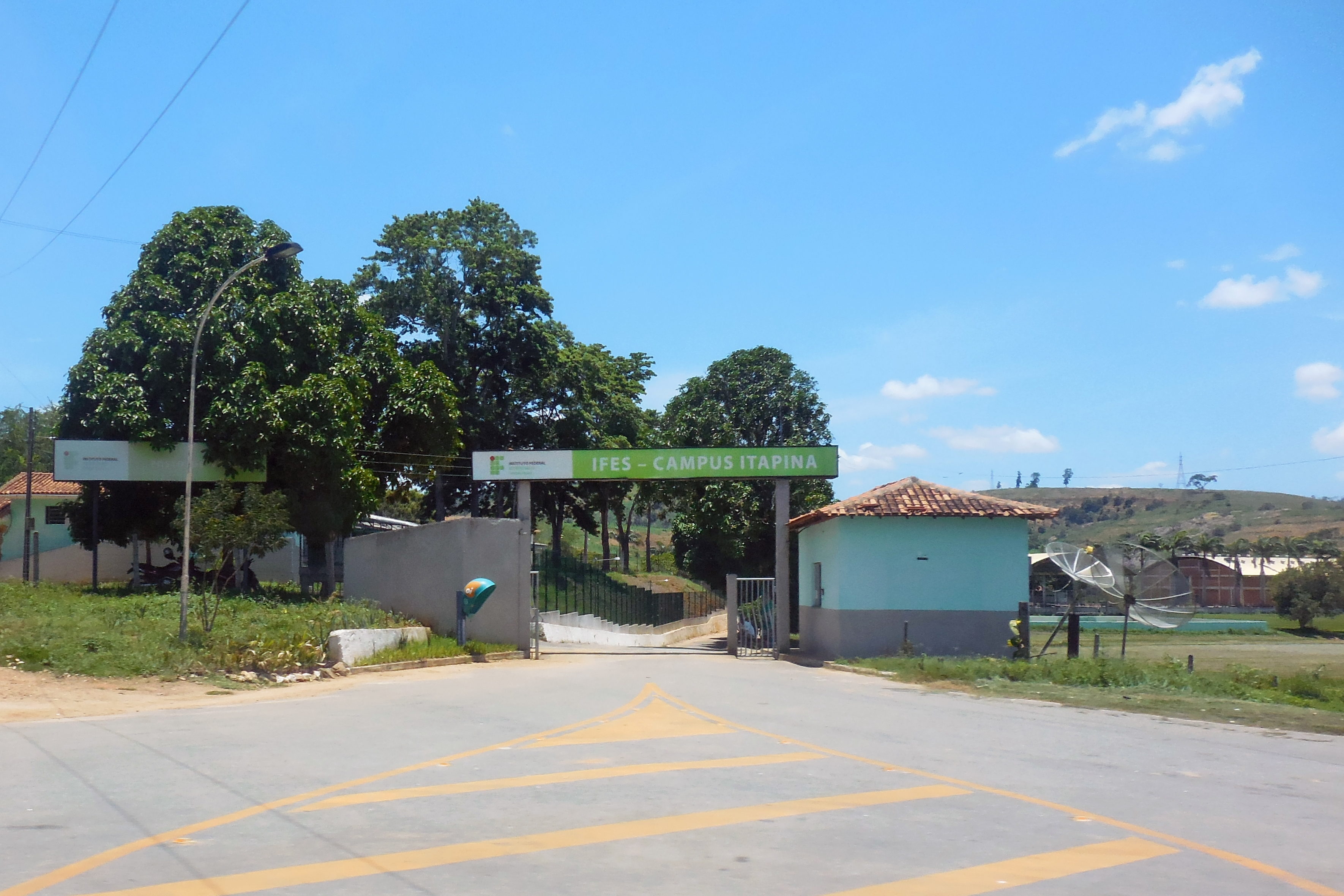
Entrada do IFES - Campus Itapina.

Possui uma rede de ensino fundamental e médio, cursos técnicos, bem como faculdades reconhecidas regionalmente. Está preparada para entrar em um novo ciclo de crescimento, com o anúncio de implantação de novas plantas industriais. Possui um Centro Universitário (UNESC) que por muito tempo foi o único do interior estado a possuir um curso de Medicina, atraindo assim um grande número de universitários para a cidade. Além do UNESC, Colatina possui a UNICB (Centro Universitário Castelo Branco), situada no bairro Maria das Graças. Além das faculdades particulares, Colatina possui ainda dois campi do IFES (Instituto Federal de Educação, Ciência e Tecnologia do Espírito Santo). Um campus fica localizado na sede do município, no bairro Santa Margarida e outro no distrito de Itapina, às margens da BR 259, no km 70.

## Desastre da Samarco atinge Rio Doce
Em novembro de 2015, uma barragem de rejeitos de mineração da Samarco, empresa controlada pela Vale e pela multinacional BHP, se rompeu, lançando uma avalanche de lama. A onda de rejeitos arrasou o distrito de Bento Rodrigues, em Mariana, Minas Gerais, matando 19 pessoas. Depois, seguiu pelo curso do Rio Doce até chegar ao Espírito Santo e se espalhar no mar.
Nas semanas que se seguiram, algumas análises indicavam um apocalipse ambiental. Segundo elas, o Rio Doce estaria morto e nunca mais se recuperaria. Outras avaliações, otimistas, falavam o oposto. Um relatório feito a pedido das autoridades ambientais indicava que, em cinco meses, o Rio Doce teria ressuscitado.
Porém, um ano após o acidente, a análise pessimista vem se provando mais precisa. A ressurreição do rio está longe da realidade, dos 50 milhões de metros cúbicos de rejeitos lançados no ambiente, pelo menos 40 milhões continuam lá, depositados nas margens e arredores do Rio Doce. As empresas responsáveis pelo desastre, em especial a Samarco, não realizam as obras necessárias de remoção. A chegada da temporada de chuva pode trazer mais danos para a região.